# Spiraldarm

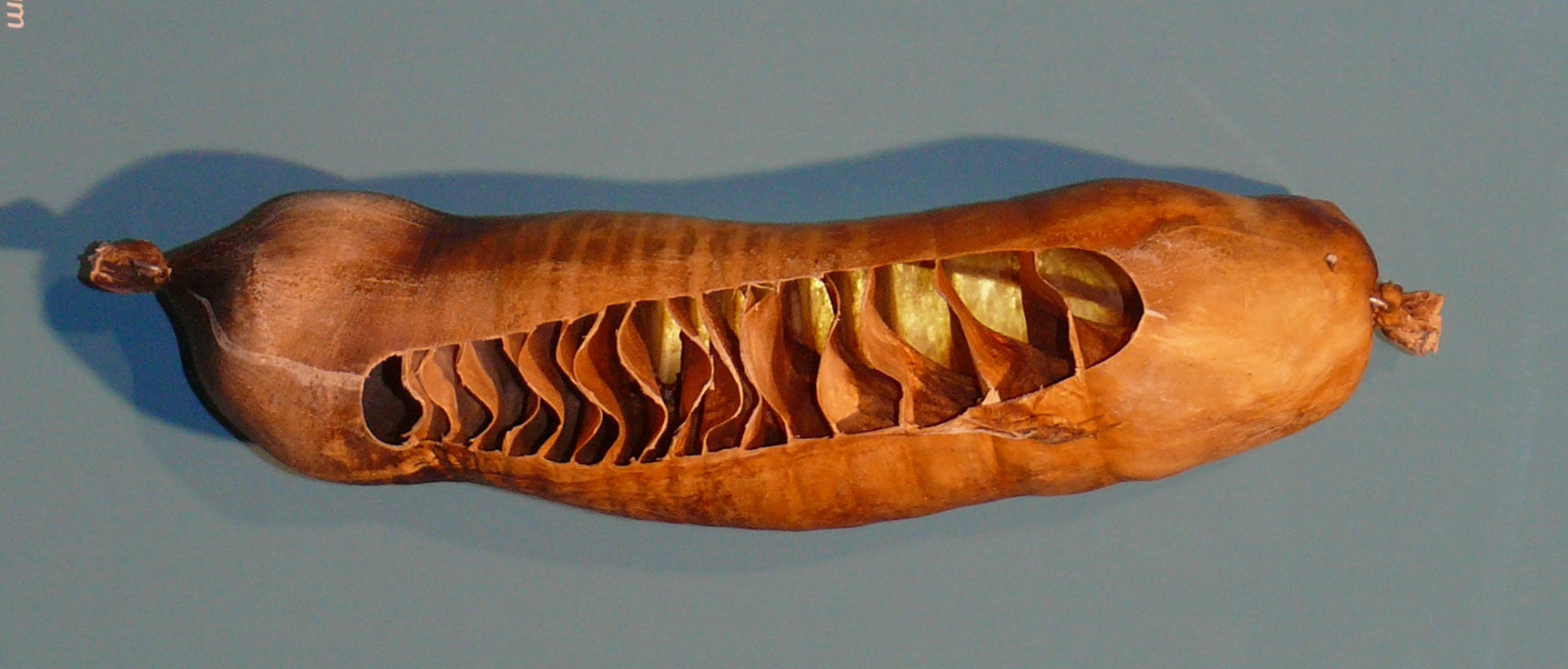
Spiraldarm des Karibik-Ammenhaies (Ginglymostoma cirratum), partiell aufgeschnitten. Zugang vom Magen rechts, Abgang zum Enddarm links im Bild.

Der Spiraldarm, auch Intestinum spirale, ist ein Organ niederer Fische und kommt bei Haien, Rochen, Kurznasenchimären und einigen ursprünglichen Knochenfischen (Nicht-Teleostei) vor. Die zur Verdauung nötige Vergrößerung der inneren Oberfläche des Darms wird bei diesen Wirbeltieren nicht durch eine Darmverlängerung und Schleifenbildung, wie bei Echten Knochenfischen und Landwirbeltieren, sondern durch eine wie eine enge Wendeltreppe gewundene Falte im kurzen, zigarrenförmigen und geraden Darm erreicht. Maximal können fast 60 Umgänge vorhanden sein. Es gibt aber auch spindellose und rouladenartig eingerollte Spiralfalten.
Der Name ist (seit Rathke 1824) fest eingebürgert – er ist aber unpräzise, eine echte (Doppel-)Darmspirale wie bei Kaulquappen gibt es nur selten, z. B. beim Bitterling. Bei Campostoma anomalum (Cyprinidae) ist der Mitteldarm ca. achtmal (schraubig) um die Schwimmblase „gewickelt“. Mit dem „echten“ Spiraldarm haben diese Fälle aber nichts zu tun.
Evolutionsgeschichtlich ist der Spiraldarm sowohl Ergebnis einer Vergrößerung der verdauenden und resorbierenden Oberfläche der Schleimhaut, dient durch seine hohe innere Stabilität (im Sinne von Wolfgang Friedrich Gutmann) aber auch der mechanischen Unterstützung der Chorda dorsalis. Diese Funktion konnte bei höher entwickelten Taxa wieder entfallen, da die Wirbelsäule sie mehr und mehr übernahm.
Der Spiraldarm ist zweifellos ein altes (plesiomorphes) Merkmal der Kiefermäuler, vielleicht sogar der Wirbeltiere. Schon von Arthrodira sind schraubige Koprolithen bekannt; Neunaugen haben zumindest eine „Spiral-“(Schrauben-)Falte, die vielleicht eine Rückbildung aus einem Spiraldarm darstellt. (Nur die Schleimaale haben (primär?) nichts dergleichen, sondern lediglich unregelmäßige, grobe Schleimhaut-Falten.) Bei den Haien beginnt der Spiraldarm gleich hinter dem Magen und macht den gesamten Mitteldarm aus. Bei Stören finden wir hingegen bereits eine Mitteldarmschlinge, den „Zwischendarm“; der Spiraldarm ist auf dessen absteigenden Ast beschränkt. Amia hat noch vier Umgänge, Lepisosteus praktisch keine mehr; s. auch Chirocentrus.